# Xerophyta longicaulis
Xerophyta longicaulis är en enhjärtbladig växtart som beskrevs av Olive Mary Hilliard. Xerophyta longicaulis ingår i släktet Xerophyta och familjen Velloziaceae. Inga underarter finns listade.